# 후루하타 나오
후루하타 나오(古畑 奈和,ふるはた なお, 1996년 9월 15일 - )는 일본 여성 아이돌 그룹 전 SKE48 팀KII의 멤버이다.

## 내력
2019년
SKE48 25번째 싱글 FRUSTRATION에서 센터를 맡았다.

## 소속 그룹/소속사
- 전 SKE48 팀KII 제스트 소속.

## 작품

### 싱글
1. オルフェス (2017년 10월 13일)
2. ひかりさす (2022년 8월 24일)

### 미니 앨범
1. Dear 君とボク。 (2018년 12월 24일)